# Northamptonshire
Northamptonshire /nɔːˈθæmptənˌʃə/ (abreviado Northants) es uno de los cuarenta y siete condados de Inglaterra, Reino Unido, con capital en Northampton. Ubicado en la región Midlands del Este limita al norte con Leicestershire y Rutland, al noreste con Lincolnshire —esta es la frontera más corta entre dos condados ingleses, solo 19 m— al este con Cambridgeshire, al sureste con Bedfordshire, al sur con Buckinghamshire y Oxfordshire y al oeste con Warwickshire. Según el censo de 2011, tenía una población de 693 900 habitantes.
El soke de Peterborough estuvo históricamente asociado con Northamptonshire. A este condado se le llama a menudo el de los "hacendados y capiteles" debido a su gran variedad de edificios históricos y casas de campo.

## Historia
Pueblos pre-celtas y celtas se asentaron ya en la región. Existen también algunos restos de colonias romanas así como caminos de ese periodo. La más destacada es "Watling Street" que atraviesa todo el condado. Existió una importante colonia romana llamada Lactodorum muy cerca de la actual ciudad de Towcester. Existen también restos romanos a lo largo del Valle del Nene cerca de Raunds.
Tras la marcha de los romanos, el área entró a formar parte del reino anglo-sajón de Mercia. Northampton funcionaba como centro administrativo de este reino. La zona fue atacada por los Danes (vikingos) en el siglo IX y formó parte durante un breve periodo de "Danelaw" hasta que fue reclamada por los sajones.
Guillermo el Conquistador construyó el castillo de Rockingham que se utilizó como fortaleza real hasta el reinado de Isabel I. El castillo de Fortheringhay, hoy en ruinas, se utilizó como prisión de María Estuardo antes de que se la ejecutara.
En el año 1460 durante la guerra de las dos Rosas, tuvo lugar la batalla de Northampton durante la cual fue hecho prisionero el rey Enrique VI.

## Ciudades importantes
El condado posee numerosas localidades con categoría de ciudad, con una población superior a los 5000 habitantes o que destacan por alguna característica especial. Entre ellas podemos destacar las siguientes:
- Corby
- Northampton
- Kettering
- Wellingborough

Véase: Anexo:Localidades del condado de Northamptonshire.

## Monumentos y lugares de interés
- Althorp, mansión en la que está enterrada Diana de Gales.
- Burghley House.
- El Castillo de Ashby.
- El castillo y la iglesia de Fotheringhay.
- Silverstone, donde tiene lugar la F1 cuando llega a Inglaterra.